# Galerie Bortier
 (février 2025).
Si vous disposez d'ouvrages ou d'articles de référence ou si vous connaissez des sites web de qualité traitant du thème abordé ici, merci de compléter l'article en donnant les références utiles à sa vérifiabilité et en les liant à la section « Notes et références ».
La galerie Bortier (en néerlandais : Bortiergalerij) à Bruxelles est un passage jouxtant le marché couvert conçu par l'architecte Jean-Pierre Cluysenaar et inauguré en 1848. Elle est située dans le centre de la ville, entre la rue Saint Jean  et la rue de la Madeleine. La ville de Bruxelles en est propriétaire et sa gestion est assurée par sa Régie foncière.

## Histoire
La galerie doit son nom à un sieur Bortier qui avait acquis entre la rue Duquesnoy et la rue Saint-Jean des terrains rendus disponibles par la destruction de l'ancien hôpital Saint-Jean.
Il proposa à la ville de Bruxelles d'y édifier le marché de la Madeleine, une halle couverte destinée aux commerces d'étalage et de colportage. Son entrée se trouvait rue Duquesnoy (il reste la façade de cette entrée, devenue la façade de la salle de concert La Madeleine). Partant de l'hôtel des Grandes Messageries, situé rue de la Madeleine, une galerie dont une partie semi-circulaire se trouvait au niveau du premier étage du marché, conduisait à la rue Saint-Jean.
Le passage étroit à deux niveaux qui relie toujours la rue Saint-Jean à la rue de la Madeleine de style néo-Renaissance est un exemple harmonieux de l'utilisation conjointe de la fonte et du verre. La façade principale de style baroque tardif date de 1763 et est donc bien antérieure à la construction de la galerie.
En 1885, constatant le succès des librairies dans la galerie, la ville de Bruxelles y fait construire des étagères qui en recouvrent les murs, transformant la galerie en  une véritable et imposante bibliothèque. Paul Delvaux en fit une aquarelle en 1956, lorsque planait la menace de sa disparition.
La façade de la rue de la Madeleine a été conservée lorsque le marché de la Madeleine fut démoli en 1958 et définitivement remplacé par une salle des fêtes de la ville de Bruxelles, qui sera temporairement occupée par un casino dans les années 2003 à 2009. Il ne subsista donc de l'ensemble que la partie rectiligne de la galerie Bortier. Fort dégradé, le bras arrondi fut rénové en 1974 par les architectes Paul et Marcel Mignot. Le lieu, bien connu des amateurs de littérature et de livres anciens, fut à nouveau presque entièrement occupé par des étals et des échoppes de bouquinistes, à l'exception d'une galerie d'art.
À partir des années 2015-2020, la Régie foncière de la ville de Bruxelles se désintéresse progressivement de la galerie ; les libraires qui partent ne sont pas remplacés à cause des loyers excessifs demandés et de la fragilité des baux proposés. La galerie se dégarnit peu à peu au grand dam des libraires, qui essaient de la faire vivre en y organisant, de leur propre initiative, des activités culturelles. Ils sont encore au nombre de six, début 2022, lorsque la Régie lance un appel à manifestation d'intérêt pour deux espaces vacants, classée sans suite[réf. nécessaire].
Début 2024, la Régie foncière annonce que la gestion de l'ensemble de la galerie est cédée à un acteur privé, la S.A. Choux de Bruxelles, spécialisée dans les « food markets ». Malgré une pétition de soutien de plus de 13 000 signatures pour que la galerie conserve son statut de « galerie des bouquinistes », le dialogue se crispe avec la Régie foncière. Entre septembre 2023 et août 2024, trois libraires sont poussés vers la sortie pour laisser place, fin novembre 2024, aux nouveaux occupants : des commerces de bouche « de standing ». Mais le concept peine à convaincre et huit mois plus tard, certains commerces quittent le projet.
Tandis que sa transformation en food-market est présentée comme un retour aux sources, des libraires et amis de la galerie créent un site internet qui retrace son histoire depuis sa naissance. On y apprend, documents d'archives à l'appui, que dès 1848 et l'ouverture du marché de la Madeleine, la galerie a toujours été occupée par des libraires dont le commerce était florissant, tandis que le marché de victuailles ne prospéra jamais.

## Accès

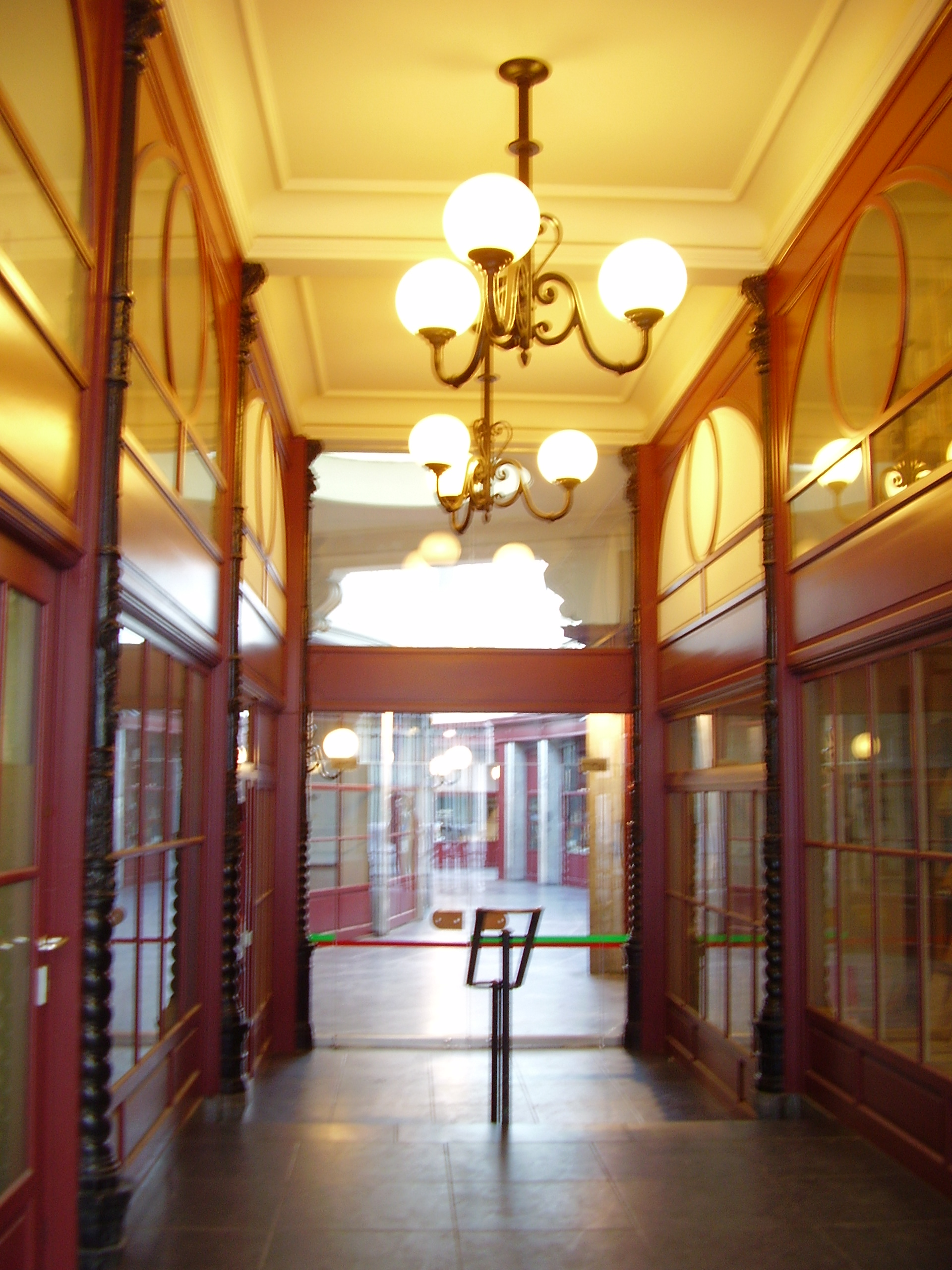

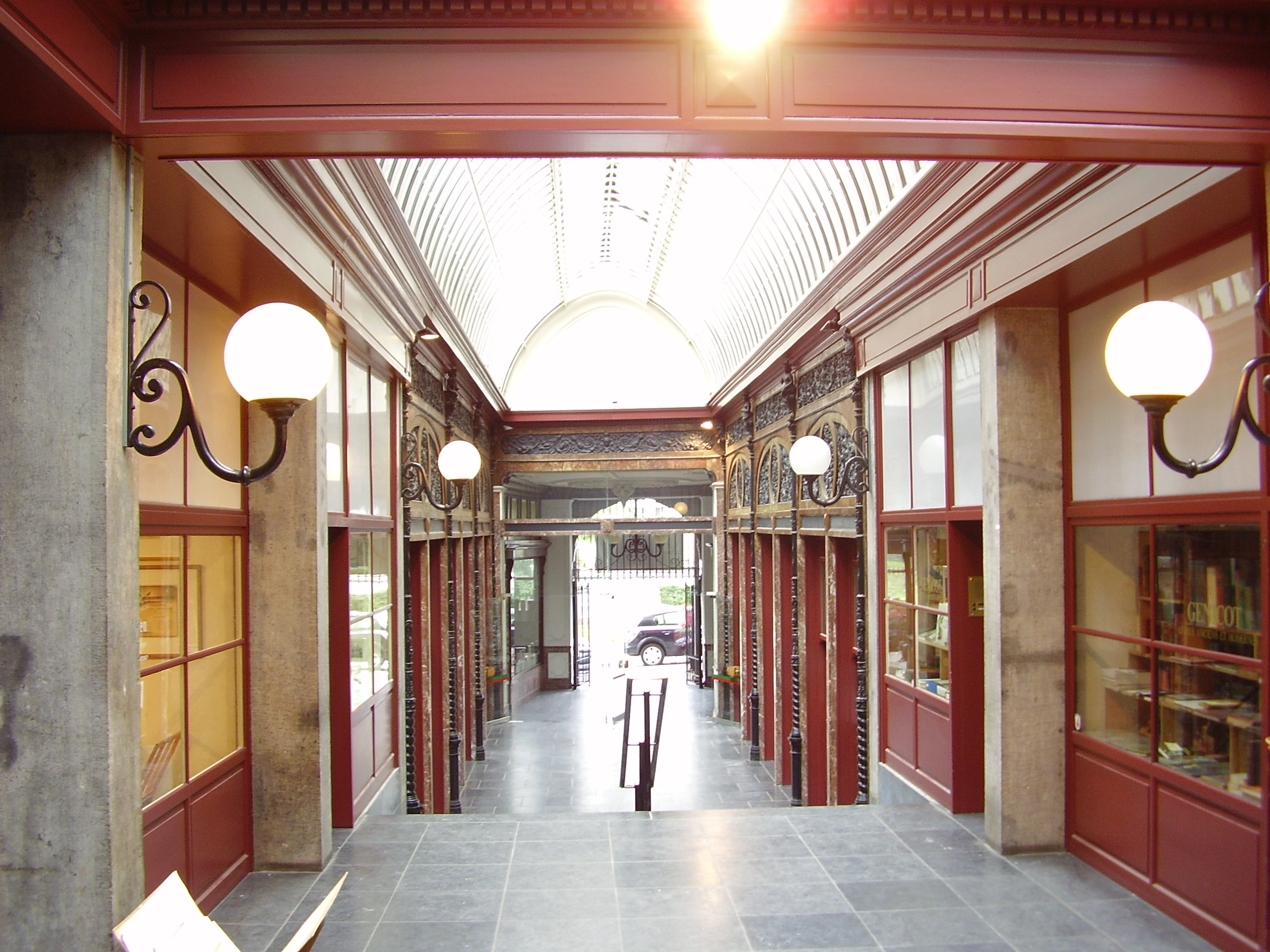

| ___ | Ce site est desservi par la station de métro : Gare Centrale. |